# Mirko Pieri
Mirko Pieri, född 24 juli 1978 i Grosseto, är en italiensk fotbollstränare och före detta spelare. Han arbetar för närvarande som ungdomstränare i Grosseto.

## Karriär
Mirko Pieri inledde karriären som sjuttonåring i sin hemstads klubb  Grosseto 1995, som då spelade i amatörserien. 
Sommaren 2000 Serie A-klubben Perugia för 50 miljoner lire.
Bara ett år senare såldes Pieri vidare till Udinese, den här gången för åtta miljoner euro. Pieri stannade fem år i Udinese och kom att representera klubben i Uefacupen.
Sommaren 2006 flyttade Pieri till Sampdoria. Övergången var initialt ett lån, men sommaren 2008 betalade Sampdoria nära 600 000 euro för att göra övergången permanent.
I juli 2009 lämnade Pieri Sampdoria för Serie A-nykomlingen Livorno. Pieri spelade 24 matcher för klubben, som i slutet av säsongen åkte ur. Pieri representerade Livorno även de kommande två säsongerna i Serie B, men hade en hel del skadeproblem och spelade bara totalt 27 matcher på de båda säsongerna.
Efter den aktiva karriärens slut fortsatte Pieri att jobba som ungdomstränare i sin moderklubb Grosseto.